# Barleria benguellensis
Barleria benguellensis är en akantusväxtart som beskrevs av Spencer Le Marchant Moore. Barleria benguellensis ingår i släktet Barleria och familjen akantusväxter. Inga underarter finns listade i Catalogue of Life.